# Wheeler Ridge Japanese Bombing Site
Die Wheeler Ridge Japanese Bombing Site, auch bekannt als Mount Emily Bombing Site, ist eine militärhistorisch bedeutsame Stätte im Rogue River National Forest östlich der Kleinstadt Brookings im Curry County, Oregon. Während der Lookout-Luftangriffe durch das Japanische Kaiserreich fand hier am 9. September 1942 der erste Luftangriff auf das Festland der Vereinigten Staaten statt.

## Lage und Zustand
Die Wheeler Ridge Japanese Bombing Site liegt auf rund 505 m ü. NHN im oberen Drittel eines südlichen Abhanges des Wheeler Ridge als Geländesporn zwischen zwei Bächen. Dort stehen sowohl ausgewachsene Bäume und Jungbäume als auch Gestrüpp. Zwei hölzerne Hinweistafeln informieren über den historischen Hintergrund der Wheeler Ridge Japanese Bombing Site, die von Primärwald aus Küstenmammutbäumen und Gewöhnlichen Douglasien umgeben ist. Aufgrund der abgelegenen Lage wurde die Abwurfstelle der Bomben erst 1972 wiederentdeckt und in der Folge bewertet und markiert. Seitdem wird die Stätte häufiger besucht, wodurch die Vegetation Schäden davongetragen und das vermehrte Wachstum von Gestrüpp und Jungholz die Waldbrandgefahr erhöht hat. Die Bewahrung und Pflege der Wheeler Ridge Japanese Bombing Site liegt in der Zuständigkeit des United States Forest Service.

## Geschichte

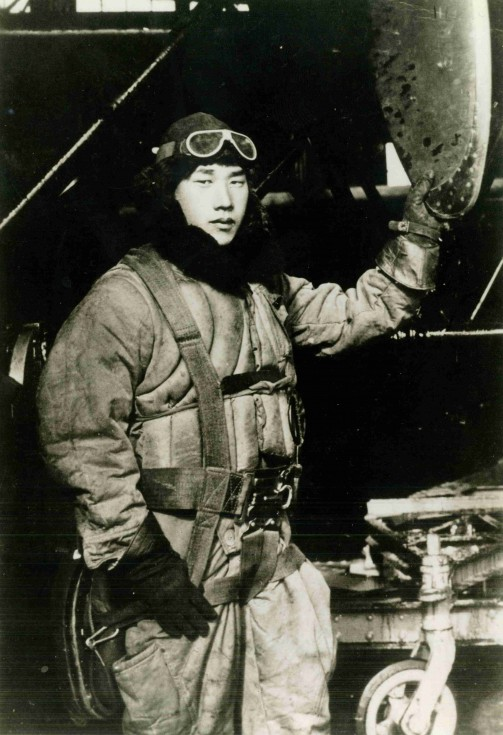
Nobuo Fujita vor 1945

Während der Lookout-Luftangriffe des Zweiten Weltkriegs warf die Kaiserlich Japanische Marine hier am 9. September 1942 eine Brandbombe ab. Somit fand an der Wheeler Ridge Japanese Bombing Site der  erste Luftangriff auf das Festland der Vereinigten Staaten statt, dem 20 Tage später ein weiterer auf eine nie genau lokalisierte Stelle in der Grassy Knob Wilderness im Rogue River National Forest folgte. Absicht dieser Operation war gewesen, großflächige Waldbrände auszulösen und damit Arbeitskräfte des Gegners zu binden.
Pilot des Angriffs war Nobuo Fujita, der mit einer Yokosuka E14Y und einem Beobachter noch vor Sonnenaufgang vom japanischen U-Boot I-25 aus per Katapult startete, das vor Cape Blanco lag. Als Landmarke für den Flug und das spätere Rendezvous mit I-25 nutzte er Cape Blanco Lighthouse. Nachdem Fujita noch am frühen Morgen die Brandbombe abgeworfen und ihre Explosion beobachtet hatte, kehrte er wohlbehalten zum U-Boot zurück. Ein unmittelbar darauf geführter amerikanischer Luftangriff auf I-25 fügte dem Boot nur leichte Schäden zu.
Der lokale Beobachtungsposten Aircraft Warning Service, eine während des Zweiten Weltkriegs eingerichtete zivile Luftraumüberwachung durch Flugmelder, berichtete um 06:24 Uhr von einem Flugzeug unbekannten Typs und erkannte um 12:20 Uhr Rauchentwicklung über dem betreffenden Waldgebiet. Ein Erkundungstrupp stellte vier Stunden später eine Brandbombe als Ursache für das Feuer fest und konnte in der Folge den Bombenkrater begutachten sowie Fragmente des Sprengkörpers bergen. Das amerikanische Militär kam in seinem Bericht zu dem Schluss, dass es sich um eine knapp 60 kg schwere Brandbombe gehandelt hatte.
Der Ort der Wheeler Ridge Japanese Bombing Site geriet nach dem Zweiten Weltkrieg in Vergessenheit. Sie wurde erst am 10. August 1972 durch einen Suchtrupp unter der Leitung des Fotojournalisten Bert Webber wiederentdeckt. 1975 richtete der Forest Service einen markierten Pfad zur Fundstelle ein und platzierte dort Hinweistafeln.
Nach dem Krieg engagierte sich der japanische Pilot Fujita eigeninitiativ als Friedensbotschafter und besuchte mehrmals Oregon. An der Wheeler Ridge Japanese Bombing Site pflanzte er im Jahr 1992 den Setzling eines Mammutbaums als Friedensbaum. Seit der Wiederentdeckung hat die Stätte insgesamt den Status eines Symbols für die Völkerverständigung erhalten, insbesondere für die amerikanischen und japanischen Veteranen des Pazifikkriegs.
Im Juni 2004 untersuchten Archäologen des United States Forest Service das Gelände gründlich, ohne Fragmente der Bombe finden zu können. Die Wheeler Ridge Japanese Bombing Site wurde am 6. Juli 2006 als Denkmal in das National Register of Historic Places aufgenommen.